# Feings (Loir-et-Cher)
Feings település Franciaországban, Loir-et-Cher megyében. Lakosainak száma 717 fő (2018. január 1.). Feings Chitenay, Contres, Cormeray, Fougères-sur-Bièvre, Fresnes és Thenay községekkel határos.

## Népesség
A település népességének változása:
| Lakosok száma | 454  | 392  | 468  | 529  | 627  | 726  | 726  | 722  | 714  | 717  |
|               | 1968 | 1975 | 1982 | 1999 | 2006 | 2011 | 2013 | 2016 | 2017 | 2018 |